# Jerzy Stalony-Dobrzański
Jerzy Stalony-Dobrzański (ur. 20 grudnia 1885?/1 stycznia 1886 w Odessie, zm. 27 grudnia 1939 w Warszawie) – polski fotograf, publicysta. Członek Fotoklubu Polskiego. Członek Fotoklubu Warszawskiego. Członek Polskiego Towarzystwa Fotograficznego.

## Życiorys
Urodził się 1 stycznia 1886 w Odessie w rodzinie Antoniego (1850–1925) i Marii Kurmanowicz. Jerzy Stalony-Dobrzański (z wykształcenia chemik) związany z warszawskim środowiskiem fotograficznym – aktywny działacz oraz animator polskiego ruchu fotograficznego. Był docentem, adiunktem (profesorem tytularnym chemii nieorganicznej) Politechniki Warszawskiej. Jego badania dotyczyły zagadnienia scyntylacji w siarczku cynku i niektórych problemów analitycznych. 
Miejsce szczególne w jego twórczości zajmowała fotografia pejzażowa, fotografia portretowa, fotografia społeczna – powstająca przy zastosowaniu wywoływaczy drobnoziarnisto-wyrównawczych, sporządzanych według własnej receptury oraz własnej autorskiej techniki tonowania nazywaną złotobromem. Był aktywnym uczestnikiem wielu wystaw fotograficznych; indywidualnych oraz zbiorowych; w Polsce i za granicą. Jego fotografie otrzymały wiele nagród i wyróżnień (m.in. na Pierwszej Polskiej Wystawie Fotografii Ojczystej – I nagroda). Były wiele razy publikowane m.in. na łamach specjalistycznego miesięcznika ilustrowanego Fotograf Polski. 
W latach 20. XX wieku był związany z Polskim Towarzystwem Miłośników Fotografii. W 1937 został przyjęty w poczet członków Fotoklubu Polskiego. Na przełomie 1938/1939 był członkiem Fotoklubu Warszawskiego.
Zmarł 27 grudnia 1939.

## Ordery i odznaczenia
- Złoty Krzyż Zasługi (dwukrotnie: 11 listopada 1936[5], 31 stycznia 1939[8][3])

## Publikacje
- O scyntylacji w siarczku cynku, „Roczniki Chemii", 1925, t. 5, s. 193.
- Soda jako substancja podstawowa alkacymetrii, „Roczniki Chemii", 1934, t. 14, s. 1106.
- O wodzie siarkowodorowej, jej należytym sporządzaniu, jej gęstości i szybkości rozpuszczania się siarkowodoru, „Roczniki Chemii", 1937, t. 17, s. 353
- Interwalia. Metoda rozdzielania tonów – autor (1936).
- Leica w Polsce, miesięcznik – współautor z Tadeuszem Cyprianem, Antonim Wieczorkiem (1936–1939)[2].

Źródła.